# El código Shakespeare
El código Shakespeare (The Shakespeare Code) es el segundo episodio de la tercera temporada de la serie británica de ciencia ficción Doctor Who, emitido originalmente el 7 de abril de 2007.

## Argumento
El Décimo Doctor lleva a Martha Jones al Londres de 1599 a ver una representación de Trabajos de amor perdidos de William Shakespeare en el Globe Theatre. Al final de la función, Shakespeare anuncia una secuela titulada Trabajos de amor ganados. Una bruja llamada Lilith usa un muñeco vudú para hacer que Shakespeare diga que el estreno será al mismo día siguiente. El Doctor y Martha van a la posada donde se aloja Shakespeare. Se presentan con su papel psíquico, pero para Shakespeare sólo es una hoja en blanco, lo que le confirma al Doctor que se trata de un genio. Un hombre llamado Lynley entra y demanda ver el guion antes de permitirle la representación. Lilith y sus dos hermanas brujas ven la escena desde su caldero. Lilith le quita un mechón de pelo a Lynley y fabrica un muñeco vudú que ahoga en un cubo de agua y después apuñala en el pecho. Lynley cae muerto en el suelo. El Doctor, calmadamente, anuncia que Lynley ha muerto por una "descompensación en los humores", y en privado le dice a Martha que cualquier otra explicación haría que cundiera el pánico por brujería, algo que le confirma el mismo que ha sido la causa...

### Continuidad
Shakespeare ya había aparecido en el serial The Chase (1965), y en 1975, en Planet of Evil, el Cuarto Doctor menciona haberle conocido. En City of Death (1979), afirma que le ayudó a transcribir el manuscrito original de Hamlet, y en The Mark of the Rani (1985), el Sexto Doctor dice que "debería volverle a ver alguna otra vez". Russell T Davies y el guionista Gareth Roberts dijeron que estaban al tanto de esas referencias anteriores sobre Shakespeare, pero que ni las mencionarían ni las contradirían en el episodio. Roberts añadió que en un borrador primitivo del guion había "una tímida referencia a City of Death" que se quitó porque "era tan ténue que hubiera sido confusa para los fans que la reconocieran y hubiera desconcertado a todos los demás".
En cierto punto, el Doctor usa el título "Sir Doctor de TARDIS", que le había dado la Reina Victoria en Dientes y garras (2006). En la contribución de los Carrionites a Labores de amor ganados se incluye una referencia a "Las costas Dravidianas"; una nave Dravidiana se menciona en The Brain of Morbius (1976). Lilith menciona a los Eternos, una raza introducida en Enlightenment (1983). El Doctor encuentra una calavera entre los útiles de atrezzo de Shakespeare que le recuerda a los Sycorax de La invasión en Navidad (2005). Cuando el Doctor se lo menciona, Shakespeare dice que utilizará el nombre (la broma es que el nombre Sycorax viene en realidad del nombre de la madre de Caliban en la obra de Shakespeare La tempestad).  Una de las líneas de Trabajos de amor ganados, "el ojo debería contentarse donde descansa", está sacada del tercer episodio del serial de 1965 The Crusade.
La bola de cristal en la que quedan atrapados los Carrionites reaparece en el episodio El unicornio y la avispa (2008), y la razón de la furia de la reina Isabel I contra el Doctor se explica en El fin del tiempo (2009) y La boda de River Song (2011).

## Producción
Este episodio fue el primer trabajo de Gareth Roberts como guionista para Doctor Who, aunque había escrito ya algunas novelas de la franquicia desde 1993. Según se menciona en el número 30 de Doctor Who Adventures, el primer título provisional del episodio era Loves Labour's Won (Trabajos de amor ganados). Cuando comenzó la producción, el título había cambiado a Theatre of Doom (El teatro de la condenación), como aparece en el videodiario de David Tennant durante rodaje incluido en la compilación en DVD de la temporada. Tennant remarcó que el título probablemente cambiaría antes de la emisión, sugiriendo que Theatre of Doom era sólo un título temporal.
La escena en la que el Doctor y Martha comparten una habitación originalmente mostraba al Doctor desvistiéndose naturalmente y quedando en calzoncillos, y aun así invitando inconscientemente a Martha a compartir la cama. Se reescribió porque los productores y Tennant pensaron que no era apropiada. El rodaje se hizo del 23 de agosto al 15 de septiembre de 2006, en los estudios de la serie, y los exteriores se hicieron en Coventry, Warwick y el Shakespeare's Globe. En el número 152 de SFX, el productor Phil Collinson calificó el episodio como "el más caro nunca hecho", por las grandes cantidades de efectos especiales y el rodaje en Warwick, Coventry y Londres.
Los autores de los efectos especiales fueron The Mill, que habían hecho los efectos especiales desde el regreso de la serie en 2005. La gran cantidad de trabajo por ordenador se utilizó mayoritariamente en el clímax del episodio.

## Emisión y publicación comercial
El episodio tuvo una audiencia de 7,2 millones de espectadores, siendo el 14º programa más visto de la semana. Se publicó en DVD junto con Smith y Jones y Atasco el 21 de mayo de 2007. Después de publicaría en la compilación de la temporada en noviembre de 2007.